# Alchemilla virginea
Alchemilla virginea é uma espécie de rosácea do gênero Alchemilla, pertencente à família Rosaceae.